# Tony Leung Ka-fai
Tony Leung Ka-fai (chino simplificado: 梁家辉; tradicional: 梁家輝; Hong Kong, Reino Unido; 1 de febrero de 1958) es un actor chino de origen hongkonés, ganador de cinco premios de Cine de Hong Kong, cuatro a mejor actor y uno a mejor actor de reparto. Tiene en su haber también dos premios Caballo de Oro, otorgados por el Festival de Cine de Taipéi.  
Empezó su carrera en 1983, cuando interpretó al emperador Xianfeng en las películas Reign Behind a Curtain y Burning of the Imperial Palace, dirigidas por Li Han Hsiang. Continuó trabajando, en ocasiones hasta en más de una docena de filmes por año, y se hizo conocido internacionalmente después de encarnar al Hombre chino en la película franco-británica El amante (1992). Con el tiempo, disminuyó considerablemente su producción de largometrajes anuales y se convirtió en un ícono en el cine de Hong Kong. En la década de 2010, participó en dos franquicias de considerable éxito en la taquilla: Tai Chi 0 y su secuela, y Guerra fría y su segunda parte. Además de su trabajo actoral, escribió el guion de King of Chess (1992), produjo Love Will Tear Us Apart (1999) y dirigió Midnight Diner (2019).
Ha trabajado en muchos géneros cinematográficos, algo usual en la industria de Hong Kong y, en su momento, fue un ídolo en Asia en virtud de su atractivo físico. Como en ocasiones se lo confunde con el también actor Tony Leung Chiu-wai, a él se lo llama Big Tony —que significa «Tony el grande»— y a Chiu-wai, Little Tony —en español: «Tony el pequeño»—.

## Biografía

### Primeros años
Tony Leung Ka-fai nació en Hong Kong —que en ese entonces era territorio británico— el 1 de febrero de 1958, hijo de un contable y de Zhao Caixia, quien trabajaba como operadora en un cine de Causeway Bay y más tarde se ocupó de su casa a tiempo completo. Su madre falleció el 25 de mayo de 2020 en Toronto y Leung no pudo asistir al funeral debido a las restricciones de ingreso al país canadiense por la pandemia de COVID-19. Asistió a la Rosaryhill School, un colegio secundario católico y, para formarse como artista, en 1980 ingresó a un curso de la TVB en el que coincidió con Andy Lau y del que lo expulsaron por comportamiento rebelde. Por ese tiempo, estudió Diseño gráfico en la Universidad Politécnica de Hong Kong y trabajó como editor de una revista de entretenimientos, que fundó con unos amigos. Asimismo, tuvo un tenderete durante el año siguiente al estreno de Reign Behind a Curtain y Burning of the Imperial Palace, ya que el mercado cinematográfico taiwanés le prohibió actuar tras participar en el rodaje de ambas películas en China.

### Carrera

#### Década de 1980
En 1983, Leung realizó su debut cinematográfico en Reign Behind a Curtain, donde interpreta a un emperador de la dinastía Qing. En un principio creyó que le habían ofrecido el trabajo de asistente de dirección, y no fue sino hasta el rodaje cuando supo que actuaría. Por este papel, se convirtió en la persona más joven en ganar el premio de Cine de Hong Kong a mejor actor. Además, fue nominado al mismo galardón a artista revelación, que se llevó Carol Cheng. Ese mismo año participó en Burning of the Imperial Palace, película donde repitió el rol del emperador Xianfeng y que, al igual que la anterior, tuvo una buena acogida en China. Sobre su experiencia en el rodaje de Reign Behind a Curtain, el actor dijo: «En ese momento, yo era muy joven. Era nuevo. No tenía ninguna experiencia actoral. Sin embargo, cuando entré a la Ciudad Prohibida con el director; cuando me puse el traje y vi a todas esas personas, todas disfrazadas, dirigiéndose al Salón de la Suprema Armonía; cuando vi todo eso, me convertí en el emperador». En 1984, interpretó al policía Tang en The Ghost Informer y coprotagonizó Cherie, una comedia con toques fantásticos donde compartió créditos con Cherie Chung.
Un año más tarde, integró el elenco de Journey of the Doomed y fue Puyi, el último emperador de China, en The Last Emperor, que tres años después se estrenó en el Teatro Público del Festival de Shakespeare de Nueva York. Por este papel, lo nominaron al premio de Cine de Hong Kong a mejor actor. En 1986 personificó a un timador llamado Joey en la película de habla inglesa Laser Man, donde, según escribió Lisa Morton en The Cinema of Tsui Hark, su pronunciación no es del todo clara. En 1987 actuó en People's Hero, largometraje de acción dirigido por Derek Yee, y en Lady in Black, en la que interpreta a Sang, el canalla esposo de May (Brigitte Lin). Al mismo tiempo, protagonizó junto con Chow Yun-fat el éxito de taquilla Prison on Fire, donde encarna al tímido recluso Lo Ka Yiu, diferente a los personajes de fuerte carácter que interpretaría posteriormente. En 1988, encabezó el reparto de Gunmen, que se centra en Ding, un policía veterano de guerra que intenta prohibir el comercio de opio. Al año siguiente, participó en tres películas: Sentenced to Hang, en el papel del empleado bancario Wai, la comedia Mr. Coconut, donde tuvo un papel de poca trascendencia, y A Better Tomorrow III: Love & Death in Saigon.

#### Década de 1990
En 1990 interpretó a Huang Wei en Island of Fire, actuó en She Shoots Straight y Queen's Bench 3, y personificó a Nansang, esposo de Li Hung (Maggie Cheung), en Farewell China, que le valió el Caballo de Oro de Cine de Taipéi a mejor actor y una nominación al premio de Cine de Hong Kong en la misma categoría. Del mismo modo, fue el inspector Wu Wei-kuo en el largometraje de Alfred Cheung Her Fatal Ways, y un detective que investiga el asesinato de una mujer en Blue Lightning, filme policial de Raymond Lee. Un año más tarde, se unió al elenco de la comedia The Banquet, que contó con la participación de muchos actores hongkoneses de renombre y que se rodó con motivos benéficos para los afectados por las inundaciones en China continental de ese año. Además, encarnó a un arquitecto llamado Tony que queda conectado a un espíritu —interpretado por Rosamund Kwan— en Pretty Ghost, también conocida con el título Alien Wife. Su siguiente trabajo fue Inspector Pink Dragon, donde personifica al superior de un inspector de policía, aunque su personaje rápidamente es asesinado. Asimismo, actuó en To Catch a Thief, en la que interpreta a un detective que investiga un intento de robo en una joyería, y fue el antagonista de Red and Black, donde da vida a un revolucionario llamado Liang Kwo-tung. También en 1991, desempeñó papeles en This Thing Called Love, Au revoir, mon amour, película ambientada en Shanghái durante la Segunda Guerra Mundial donde interpreta a Shen, un revolucionario chino, y The Raid, en la que fue el antagonista. En 1992, personificó al director Cai Chusheng en Center Stage y escribió, junto con Yim Ho, el guion de King of Chess, que protagonizó y le valió una nominación al premio de cine de Hong Kong a mejor actor. Por otra parte, fue el general de la dinastía Ming Chow Wai-on en New Dragon Gate Inn, adaptación de La posada del dragón (1967), y para Yvonne Teh, de South China Morning Post, «estuvo genial» en ese papel. Actuó en Once Upon a Time a Hero in China, en la que encarna a «Bad Egg» Ken Shek, y en 92 Legendary La Rose Noire, donde personifica al detective Keith Lui. Por este papel, para el que utilizó un tono de voz «bizarro, casi como un cerdo estrangulado» a modo paródico para sonar como el actor Lui Kei, obtuvo un premio de Cine de Hong Kong a mejor actor.
Su siguiente proyecto fue El amante (1992), de Jean-Jacques Annaud, basado en la novela del mismo nombre de Marguerite Duras. La historia está ambientada en la Indochina francesa a finales de la década de 1920 y Leung interpreta a un hombre chino rico, cuyo nombre no se menciona, que mantiene relaciones sexuales con una adolescente francesa, personificada por Jane March. El periodista David Denby de la revista New York escribió que «Leung interpreta el papel con mucha sensibilidad y puede que sea tan guapo como el Gary Cooper de 1929», mientras que Vincent Canby de The New York Times elogió las actuaciones de ambos protagonistas. Debido al éxito de El amante y 92 Legendary La Rose Noire, algunas pandillas de Hong Kong lo amenazaron para que hiciese muchas películas y así ganar dinero a su costa, lo que Leung describió como «la etapa más oscura de mi carrera». El actor protagonizó el drama romántico Misty, dirigido por Peter Pau, y al año siguiente interpretó a Mo Po o «Black Jack Lover» en The Black Panther Warriors, que trata sobre un grupo de ladrones contratados para robar un documento de la policía. En su libro The Hong Kong Filmography, 1977-1997, John Charles escribió que la película le pareció «desastrosa» y criticó a Leung por realizar una actuación «tan exagerada que provoca vergüenza».
Para la película romántica A Roof with a View, encarnó a un policía llamado Lau que se encariña con su vecina (Veronica Yip) y el hijo de esta. Tanto su trabajo como el filme recibieron críticas positivas, y fue candidato al Caballo de Oro de Cine de Taipéi en la categoría mejor actor. Ese año, participó en la comedia absurda Boys Are Easy, la comedia The Eagle Shooting Heroes y en Tom, Dick and Hairy, en la que da vida a un mujeriego. También, protagonizó Ghost Lantern y realizó un cameo en Finale in Blood. El siguiente largometraje en el que participó fue He Ain't Heavy, He's My Father, donde interpreta a un hombre llamado Chor Fan que es constantemente despreciado por su hijo (Tony Leung Chiu-wai), aunque la relación mejora cuando este último viaja al pasado y se hace amigo de su padre. Leung encarnó al personaje de mayor y de joven; en la primera versión, le da una «seriedad suficientemente convincente», mientras que en la segunda «se hace querer y cae simpático». Fue parte del elenco de la película de acción Flying Dagger y de Rose, Rose I Love You, secuela de 92 Legendary La Rose Noire, donde su personaje es incluso más excéntrico que en la primera entrega. Ese mismo año, asumió el rol estelar del thriller romántico Lover of the Swindler, en el que encarna a estafador llamado Michael Chan Chun que se enamora de Ling, papel de Carina Lau. También, actuó en la película de acción de Wong Jing Perfect Exchange donde, según Charles, realizó uno de sus mejores trabajos en comedia. Su última producción de 1993 fue el largometraje wuxia All Men Are Brothers: Blood of the Leopard, basado en A la orilla del agua, una de las cuatro novelas clásicas chinas, y en el que interpreta al forajido Lin Chung.
En 1994, encarnó a un exagente encubierto y criminal en To Live and Die in Tsimshatsui, fue parte del reparto de Always Be the Winners y protagonizó, junto con Anita Yuen, la película I Will Wait for You, adaptación de la obra de teatro Una vez al año. La siguiente producción en la que estuvo involucrado fue The Long and Winding Road, que estelarizó junto con Leslie Cheung y en la cual interpreta a un músico frustrado llamado James. Al mismo tiempo, encarnó a un maquillador y diseñador de vestuario en He and She, donde su personaje es homosexual debido a un trauma en su niñez, pero luego comprende que es heterosexual y se casa con una madre soltera. Del mismo modo, actuó en Return of the God of Gamblers, parte de la saga God of Gamblers, en la que personifica a Little Trumpet, personaje introducido en esta entrega que fue bien recibido por la crítica. Además, interpretó al dibujante de historietas Kau-kwai en It's a Wonderful Life y tuvo un papel en Lover's Lover, de Li Han Hsiang. Leung interpretó a Huang Yaoshi en Las cenizas del tiempo (1994, Wong Kar-wai), película wuxia inspirada en los personajes de la novela de Jin Yong The Legend of the Condor Heroes. El director no quedó satisfecho con el trabajo y el filme se proyectó en pocos cines y festivales, por lo que obtuvo una mala recepción del público y la crítica. Sin embargo, Wong lanzó en 2008 una versión de menor duración y con otro montaje que tuvo mejor acogida. En 1995 protagonizó Dream Lover y, según la productora Sharla Cheung, la ausencia de Leung a la hora de rehacer algunas escenas «arruinó la película».
Al mismo tiempo, asumió el papel del príncipe Kung en Lover of the Last Empress, de Andrew Lau, y el de Liang Shaolun, un policía deshonesto que persigue al bondadoso narcotraficante Yuan King (Michael Wong), en A Touch of Evil. En esta última película realizó una buena labor y, «si bien el personaje de Wong debería ser el entrañable, Leung acaba siendo más interesante, a pesar de los múltiples defectos del policía [que interpreta]». Otro trabajo que tuvo en ese año fue The Christ of Nanjing, coproducción entre Hong Kong y Japón basada en una novela del mismo nombre, en el que interpreta al escritor japonés Ryuichi Okagawa. Recibió una nominación al Caballo de Oro de Cine de Taipéi a mejor actor por su desempeño en el drama Evening Liaison, adaptación de la novela de Xu Xu Gui Luan, donde interpreta a un periodista llamado Xu. Leung demandó a Seasonal Film Corporation y alegó incumplimientos en su pago, por lo que durante un tiempo la productora dejó de contratarlo. En esa época, Leung participaba en hasta tres rodajes al día, por lo que redujo su cantidad de papeles por año. En 1997, interpretó a Chiang Shan en Destination: 9th Heaven y recibió una nominación al premio de Cine de Hong Kong en la categoría mejor actor por Island of Greed. Dos años después, coprodujo y actuó en Love Will Tear Us Apart, que se proyectó en el Festival de Cannes y en la que interpreta a un vendedor de cintas pornográficas llamado Ah Jian. Además, trabajó en Victim, de Ringo Lam, donde encarna a Pit, un detective involucrado en una presunta posesión fantasmal. Derek Elley opinó en Variety que en esta película «Leung es excelente como el policía y realiza una actuación más tensa y enfocada de lo habitual». El filme, por otra parte, recibió críticas negativas.

#### Década de 2000
En 2000 protagonizó, junto con Leslie Cheung y Faye Wong, la comedia romántica Okinawa(n) Rendezvous y, con Sandra Ng, el melodrama de gánsteres Jiang hu: The Triad Zone, en el que tanto él como Ng «son impresionantemente versátiles» al manejar una película que «a veces es un romance serio y otras, una payasada. [...] Es una ensalada  de emociones con guion flojo», de acuerdo con lo que publicó Chicago Reader. Por su trabajo en esta última, fue candidato al premio de cine de Hong Kong a mejor actor, que ganó Tony Leung Chiu-wai. Posteriormente, viajó a San Luis para el rodaje de The Gua Sha Treatment (2002), del director chino Zheng Xiaolong, en la que interpreta a un padre acusado erróneamente de maltrato infantil luego de que a su hijo se le aplicase el tratamiento tradicional Gua Sha. Al mismo tiempo, protagonizó con David Morse el thriller taiwanés Doble visión, donde encarna a un policía que busca a un asesino en serie que utiliza métodos sobrenaturales. Leung fue nominado al premio de Cine de Hong Kong a mejor actor. Ese año, fue el maestro de escuela y poeta Chen Ching en Zhou Yu's Train, película basada en una novela de Bei Cun que recibió críticas variadas y en la cual Leung realizó una buena actuación. Cabe destacar que para este papel debió hablar en chino mandarín y, si bien lo hizo bien según la crítica, se percibe un acento marcado.
En su siguiente trabajo encarnó al profesor Chan, cliente de una prostituta interpretada por Sandra Ng, en la comedia dramática Golden Chicken (2002). En 2003, protagonizó la comedia de Wong Jing The Spy Dad y participó en Good Times, Bed Times. Leung recibió el premio de Cine de Hong Kong a mejor actor de reparto por su trabajo en Men Suddenly in Black, donde interpreta al «Noveno tío», un anciano al que su esposa encerró en su casa por mujeriego. En 2004, integró el reparto de la película taiwanesa Tres edades para el amor —también llamada 20 30 40—, de Sylvia Chang, en la que encarna al empresario Jerry, uno de los intereses amorosos de la protagonista, interpretada por la propia Chang. La reseña de Variety califica positivamente la película y dice que «en las escenas que comparten, Chang y Leung tienen química sin esforzarse». Ese mismo año, el actor volvió a trabajar con el director Wong Jing, esta vez en el filme Sex and the Beauties, donde interpreta a un gánster y paciente de una psicoanalista, personificada por Carina Lau. Al mismo tiempo, participó en la comedia de Herman Yau Papa Loves You y asumió el papel estelar de Fear of Intimacy, en la que interpreta a un paparazzi llamado Fai que termina involucrado  en un caso de homicidio.

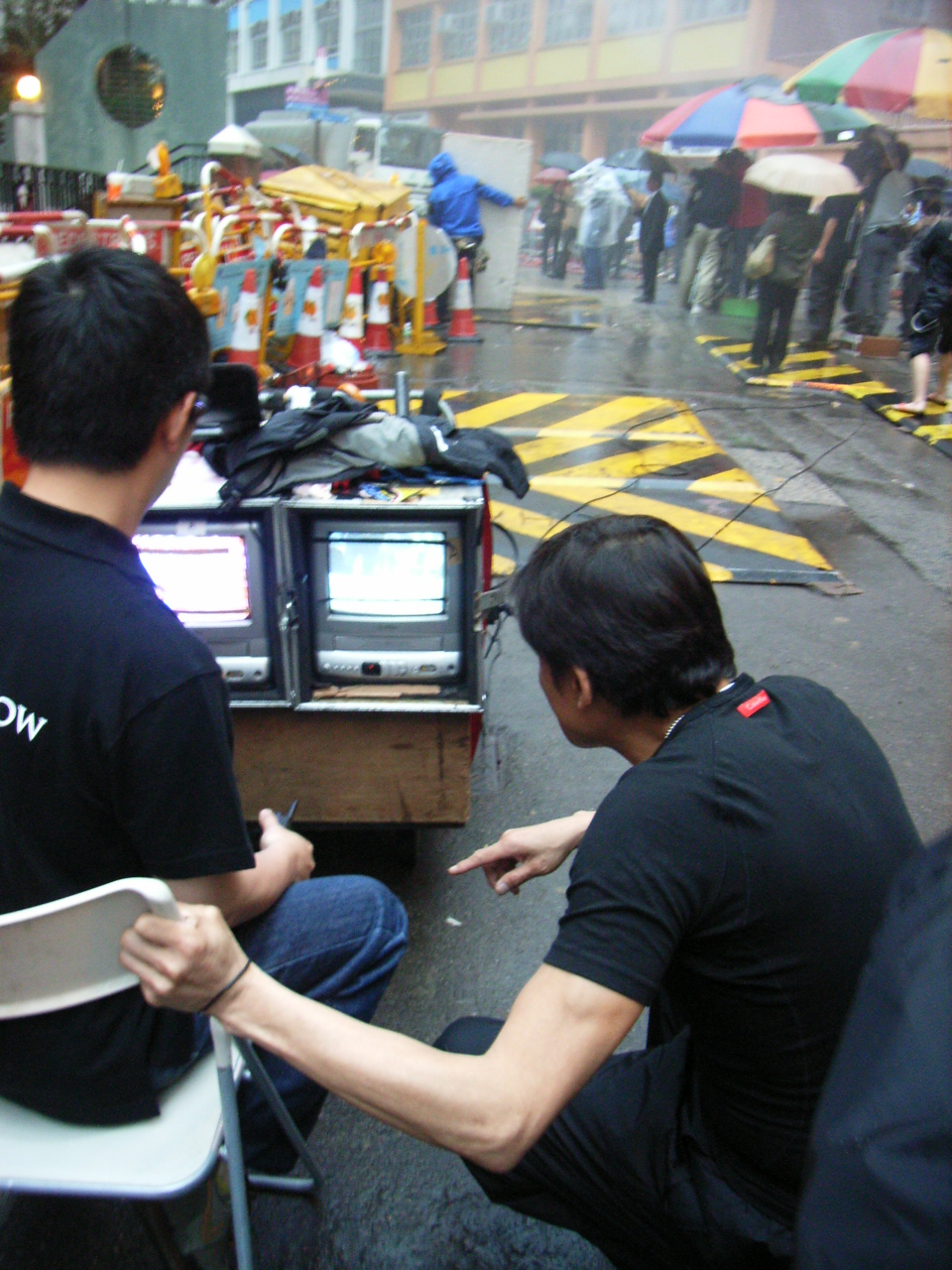
Leung, en cuclillas y de espaldas, en un rodaje en marzo de 2006

Por otra parte, tuvo un papel de reparto en la película de Johnnie To Throw Down, donde interpreta a un judoca rival del personaje de Louis Koo, e integró el elenco de Las crónicas de Huadu. Leung estuvo entre los nominados al premio de Cine de Hong Kong a mejor actor de reparto por su trabajo en Dumplings, uno de los tres segmentos del filme de terror Saam gaang yi que se estrenó sin cortes por separado de la película original, donde interpreta al esposo infiel de una mujer obsesionada con rejuvenecer, papel de Miriam Yeung. Recibió, además, una candidatura a mejor actor de reparto en el Festival de Premios Caballo de Oro de Cine de Taipéi por A-1 Headline. En 2005 encabezó el reparto de On the Mountain of Tai Hang, participó con Jackie Chan en El mito, película que recibió malas críticas y en donde interpreta al físico William, y fue el fotógrafo Cheng en Everlasting Regret, que le valió una nominación al premio de cine de Hong Kong a mejor actor. Además, interpretó al mafioso «volátil y sanguinario» Big D, candidato a líder de la tríada más antigua de Hong Kong, en Election. David Mattin, de BBC Online, comparó al personaje de Leung con el de Joe Pesci en Goodfellas (1990), solo que el primero es «más alto y más cortés», y escribió que los personajes están poco desarrollados. Para Douglas Parkes, de South China Morning Post, este es uno de los papeles más memorables del actor, quien «está muy bien en toda la película». Leung fue nominado al Caballo de Oro de Cine de Taipéi y ganó el premio de Cine de Hong Kong en la categoría mejor actor.
En 2006, realizó un cameo en My Name is Fame, de Lawrence Ah Mon. En 2007 actuó en el drama My Career as a Teacher, ambientado entre 1963 y 2000 y en el que encarna a Chen Yu, maestro en una escuela en Hubei. Su trabajo recibió una buena acogida por parte del público y la crítica y, además, obtuvo el premio a actor favorito del Festival de Cine de Estudiantes Universitarios de Pekín. Leung, que por ese entonces planeaba retirarse, cambió de parecer y continuó trabajando en vista del reconocimiento que le dieron los estudiantes de ese festival. El crítico de cine Derek Elley escribió en su reseña para Variety que la actuación de Leung es «excelente» pero, a mediada que la película avanza y el personaje envejece, «empieza a destrozar los nervios». Del mismo modo, su interpretación de líder de una pandilla en Eye in the Sky fue bien recibida; Dan Fainaru, de Screen International, lo describió como «apropiadamente amenazante», mientras que Elizabeth Kerr opinó en The Hollywood Reporter que «Leung le da intensidad y hace que este personaje hierva en su propia rabia». Al mismo tiempo, participó en el debut cinematográfico del cantante Ronald Cheng, It's a Wonderful Life y, junto con su coprotagonista Teresa Mo, «impulsa la película gracias a una actuación brillante».
Otro papel suyo en 2007 fue el protagónico de Lost in Beijing, en la que encarna a Lin Dong, un jefe de oficina que viola y embaraza al personaje de Fan Bing-bing. La película, que tiene escenas de sexo poco explícitas, fue censurada en China por una secuencia donde un médico recibe un soborno. Para su siguiente trabajo, que le valió el Caballo de Oro de Cine de Taipéi a mejor actor de reparto, interpretó al gánster Kwan, padre del rebelde Sid (Jaycee Chan), en El latido de la montaña. El periodista de The Hollywood Reporter Stephen Farber dijo que «Leung genera la sensación de peligro adecuada para un papel como este», y Derek Elley escribió en Variety que «el actor, en otro de sus típicos papeles de gánster, aporta algo de sensibilidad». Un año después, realizó un cameo como el doctor Tong en Missing y coprotagonizó la producción china y canadiense El último tren desde Oriente, filmada en mayo de 2007 y luego adaptada a miniserie de dos episodios por Canadian Broadcasting Corporation. En 2009 protagonizó I Corrupt All Cops, donde personificó al corrupto jefe de policía Lak, «una buena imitación de una mala actuación de Robert De Niro», en palabras del periodista Paul Fonoroff. También, fue uno de los múltiples actores que trabajaron en la película histórica The Founding of a Republic, hecha en conmemoración de los sesenta años de la República Popular China. Leung volvería a abordar el cine de época en su siguiente trabajo, Bodyguards and Assassins, donde fue Chen Shaobai, uno de los guardaespaldas del revolucionario Sun Wen. Richard Kuipers, de Variety, lo citó entre los miembros del elenco que más destacaron. Además, estuvo nominado al premio de Cine de Hong Kong a mejor actor de reparto, que ganó su compañero Nicholas Tse.

#### Década de 2010

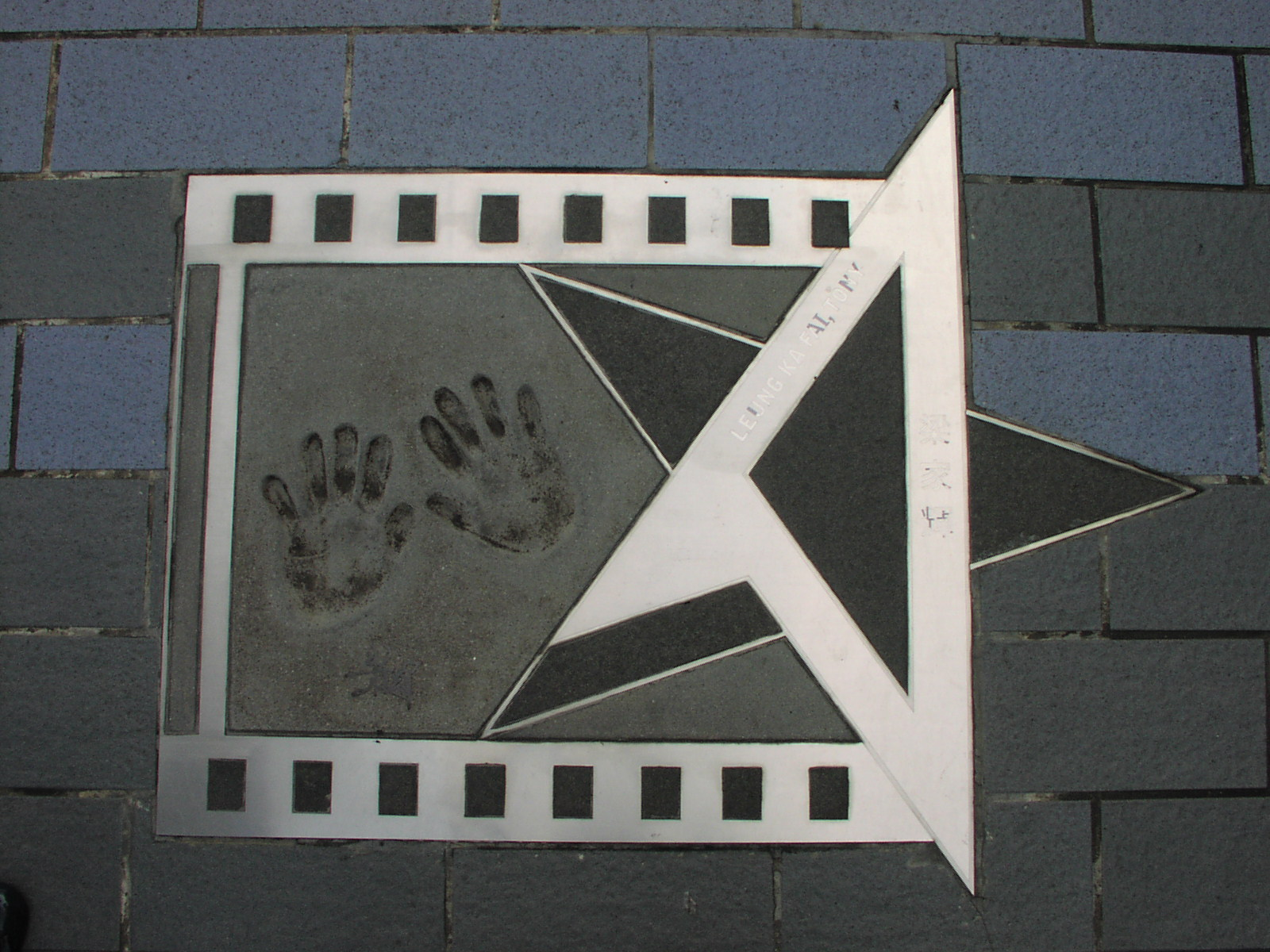
Huellas de las manos de Leung en la Avenida de las Estrellas de Hong Kong. Fotografía de 2007.

A principios de 2010, la Sociedad del Festival Internacional de Cine de Hong Kong lo asignó presidente de jurado para la cuarta edición de los premios del Cine Asiático, por lo que se encargó de elegir a los candidatos. En ese año, actuó en Detective Dee y el misterio del fuego fantasma, un proyecto de gran presupuesto del director Tsui Hark en el que Leung interpreta al jefe de los constructores de una gigantesca estatua de Buda para la emperatriz china. Por ese papel, lo nominaron al premio de Cine de Hong Kong a mejor actor de reparto. Asimismo, fue Lee Hoi-chuen, padre de Bruce Lee, en El joven Bruce Lee, película biográfica que aborda los primeros años del actor y artista marcial. La reseña que se publicó en Shenzhen Daily dice: «Leung es excelente aquí, porque hace que este personaje tan complejo y contradictorio resulte simpático cuando perfectamente podría haberlo representado como un tirano drogadicto». Fue nuevamente candidato al premio de Cine de Hong Kong, pero en la categoría mejor actor. Al mismo tiempo, estuvo a disposición del director Stanley Kwan en el filme dramático Showtime, cuyo reparto estuvo integrado principalmente por estudiantes de actuación, canto y baile. Leung, que tuvo un papel secundario, fue uno de los pocos actores de renombre en trabajar en esa película y, al igual que sus compañeros, no recibió paga alguna, ya que su objetivo era aconsejar a los principiantes.
En 2011 interpretó a un fabricante llamado Ng que, por problemas económicos, debe volver a vivir en casa de sus padres, en I Love Hong Kong. De igual manera, protagonizó The Devil Inside Me, donde compartió créditos con Kelly Lin, y actuó en Cold Steel, ambientada en 1938, durante la segunda guerra sino-japonesa. En 2012 actuó en Tai Chi 0, película de artes marciales dirigida por Stephen Fung con la que Leung incursionó en ese género. Para preparar el papel, debió practicar taichí en Pekín durante dos meses y medio. Su participación secundaria recibió buenas críticas, como la de Helen Barlow, que publicó en el sitio web de la Special Broadcasting Service que «Leung tiene una importante presencia en la película, aunque al comienzo no salga», y la de Charles Webb, de MTV, que dijo que el actor «brilla». La película fue un éxito de taquilla. Ese mismo año se estrenó la secuela, Tai Chi Hero, donde repitió su papel de maestro Chen, un aldeano que enseña taichí al protagonista. Por último, en 2012 interpretó en Guerra fría, el mayor éxito taquillero de ese año en Hong Kong, al Jefe Adjunto de Operaciones policiales MB Lee, quien dirige una búsqueda para hallar a cinco agentes desaparecidos, uno de los cuales es su hijo. Este papel, en el que «destaca dentro de un reparto sólido», de acuerdo con el periodista de Variety Richard Kuipers, le valió el premio de Cine de Hong Kong a mejor actor y una candidatura al Caballo de Oro en la misma categoría. Asimismo, se lo nominó por primera vez al premio de Cine Asiático a mejor actor.
| La estrella de Tony Leung Ka-fai sigue resplandeciendo, más que las de los demás actores que surgieron en los años dorados del cine de Hong Kong, entre principios de los 80 y mediados de los 90. Nadie puede igualar su récord [en los premios de Cine de Hong Kong], donde ha ganado a mejor actor en las últimas cuatro décadas, y ninguno ha sido tan consistente como para actuar en tantas películas de alta calidad. Leung, protagonista de algunos de los filmes hongkoneses más emblemáticos, ha hecho de todo. —Douglas Parkes, periodista de Time Out. 30 de junio de 2016. |

En 2013, participó en la película de alto presupuesto Better and Better e interpretó a un vidente que puede ver fantasmas en Tales from the Dark 1. Al año siguiente, por su amistad con la productora Sandra Ng, repitió su papel en Golden Chicken en la segunda secuela de esta, Golden Chickensss, y su actuación en la película romántica Beijing Love Story fue bien recibida. En su siguiente trabajo, la comedia de acción Horseplay donde encarna a un ladrón retirado, debió mejorar su habilidad de canto, ya que tuvo que interpretar la canción «Why Not Tonight», para el que se hizo un video musical y que está adaptado del tema de Henry Mancini «Meglio stasera». Leung realizó una breve participación en La rebelión de la leyenda y fue el bandido Hawk en La conquista de la montaña del tigre, papel para el que se le aplicó una importante cantidad de maquillaje protésico y que le valió una nominación al premio de Cine de Hong Kong a mejor actor. Su única actuación en 2015 se produjo en Lost and Love, con un cameo.
En agosto de 2016, interpretó a un ingeniero retirado que pretende armar un cohete en el video de la canción «Tough», compuesta por la banda taiwanesa Mayday. Casi tres años después, volvió a colaborar con el grupo cuando participó en la película Mayday Life. También en 2016, viajó al noroeste de China para filmar el thriller Lost in White, experiencia particularmente dura debido a las bajas temperaturas del lugar. Leung volvió a interpretar a MB Lee de Guerra fría en la secuela de esta y recibió nominaciones al premio de Cine de Hong Kong y al Caballo de Oro de Cine de Taipéi, ambos a mejor actor. Su tercer y último papel en ese año fue en Feng shen bang, basada en la novela La investidura de los dioses, donde interpretó al rey Di Xin. En 2017, actuó en Our Time Will Come, película ambientada durante la ocupación japonesa de Hong Kong durante la Segunda Guerra Mundial, en el papel de un taxista que le valió otra candidatura al Caballo de Oro de Cine de Taipéi a mejor actor. Un año después, encarnó a un semidiós de la mitología budista en Asura, que fue la producción china más cara de la historia, recibió malas críticas y fue un rotundo fracaso de taquilla. En 2019, realizó su debut como director con Midnight Diner, basado en un manga de Yaro Abe, y encabezó el reparto de Chasing the Dragon II: Wild Wild Bunch.

## Vida privada
Desde 1987, Leung está casado con la actriz Jiang Jia Nian y tienen gemelas, Nikkie y Chloe, nacidas en 1991. Cuando sus hijas eran pequeñas, disminuyó mucho la frecuencia de trabajo porque, al estar tanto tiempo ausente el padre, las niñas «no estaban creciendo de manera normal», aunque posteriormente volvió a filmar películas.
En 2002 protagonizó un incidente cuando, tras chocar a un autobús, golpeó al conductor del vehículo, quien perdió su empleo a raíz del escándalo. Leung se declaró culpable de agresión y de manejar en estado de ebriedad, y recibió una multa de 12 000 HKD. El 30 de octubre de 2005, fue arrestado por conducir ebrio y chocar contra un microbús.
El 30 de junio de 2019, en medio de las protestas que se hicieron en su país en contra del proyecto de ley de extradición a China, Leung se pronunció a favor de que la policía reprimiera a los manifestantes. La 91° placa de la Avenida de las Estrellas de Hong Kong lleva su nombre.

## Filmografía
- Burning of the Imperial Palace (1983)
- Reign Behind a Curtain (1983)
- The Ghost Informer (1984)
- Cherie (1984)
- The Last Emperor (1985)
- Journey of the Doomed (1985)
- Laser Man (1986)
- People's Hero (1987)
- Lady in Black (1987)
- Prison on Fire (1987)
- Gunmen (1988)
- Sentenced to Hang (1989)
- Mr. Coconut (1989)
- A Better Tomorrow III: Love & Death in Saigon (1989)
- Island of Fire (1990)
- She Shoots Straight (1990)
- Queen's Bench 3 (1990)
- Farewell China (1990)
- Her Fatal Ways (1990)
- Blue Lightning (1990)
- The Banquet (1991)
- Pretty Ghost (1991)
- Inspector Pink Dragon (1991)
- To Catch a Thief (1991)
- Red and Black (1991)
- This Thing Called Love (1991)
- Au revoir, mon amour (1991)
- The Raid (1991)
- Center Stage (1992)
- King of Chess (1992)
- New Dragon Gate Inn (1992)
- Once Upon a Time a Hero in China (1992)
- 92 Legendary La Rose Noire (1992)
- El amante (1992)
- Misty (1992)
- The Black Panther Warriors (1993)
- A Roof with a View (1993)
- Boys Are Easy (1993)
- The Eagle Shooting Heroes (1993)
- Tom, Dick and Hairy (1993)
- Ghost Lantern (1993)
- Finale in Blood (1993)
- He Ain't Heavy, He's My Father (1993)
- Flying Dagger (1993)
- Rose, Rose I Love You (1993)
- Lover of the Swindler (1993)
- Perfect Exchange (1993)
- All Men Are Brothers: Blood of the Leopard (1993)
- To Live and Die in Tsimshatsui (1994)
- Always Be the Winners (1994)
- I Will Wait for You (1994)
- The Long and Winding Road (1994)
- He and She (1994)
- Return of the God of Gamblers (1994)
- It's a Wonderful Life (1994)
- Lover's Lover (1994)
- Las cenizas del tiempo (1994)
- Dream Lover (1995)
- Lover of the Last Empress (1995)
- A Touch of Evil (1995)
- The Christ of Nanjing (1995)
- Evening Liaison (1995)
- Destination: 9th Heaven (1997)
- Island of Greed (1997)
- Love Will Tear Us Apart (1999)
- Victim (1999)
- Okinawa(n) Rendezvous (2000)
- Jiang hu: The Triad Zone (2000)
- The Gua Sha Treatment (2002)
- Doble visión (2002)
- Zhou Yu's Train (2002)
- Golden Chicken (2002)
- The Spy Dad (2003)
- Good Times, Bed Times (2003)
- Men Suddenly in Black (2003)
- Tres edades para el amor (2004)
- Sex and the Beauties (2004)
- Papa Loves You (2004)
- Fear of Intimacy (2004)
- Throw Down (2004)
- Las crónicas de Huadu (2004)
- Three... Extremes (2004)
- Dumplings (2004)
- A-1 Headline (2004)
- On the Mountain of Tai Hang (2005)
- El mito (2005)
- Everlasting Regret (2005)
- Election (2005)
- My Name is Fame (2006)
- My Career as a Teacher (2007)
- Eye in the Sky (2007)
- It's a Wonderful Life (2007)
- Lost in Beijing (2007)
- El latido de la montaña (2007)
- Missing (2008)
- El último tren desde Oriente (2008)
- I Corrupt All Cops (2009)
- The Founding of a Republic (2009)
- Bodyguards and Assassins (2009)
- Detective Dee y el misterio del fuego fantasma (2010)
- El joven Bruce Lee (2010)
- Showtime (2010)
- I Love Hong Kong (2011)
- The Devil Inside Me (2011)
- Cold Steel (2011)
- Tai Chi 0 (2012)
- Tai Chi Hero (2012)
- Guerra fría (2012)
- Better and Better (2013)
- Tales from the Dark 1 (2013)
- Golden Chickensss (2014)
- Beijing Love Story (2014)
- Horseplay (2014)
- La rebelión de la leyenda (2014)
- Lost and Love (2015)
- Lost in White (2016)
- Guerra fría 2 (2016)
- Feng shen bang (2016)
- Our Time Will Come (2017)
- Asura (2018)
- Mayday Life (2019)
- Midnight Diner (2019)
- Chasing the Dragon II: Wild Wild Bunch (2019)

## Premios
Caballo de Oro de Cine de Taipéi
| Año  | Categoría              | Trabajo                 | Resultado |
| ---- | ---------------------- | ----------------------- | --------- |
| 1990 | Mejor actor            | Farewell China          | Ganador   |
| 1993 | Mejor actor            | A Roof with a View      | Nominado  |
| 1995 | Mejor actor            | Evening Liaison         | Nominado  |
| 2004 | Mejor actor de reparto | A-1 Headline            | Nominado  |
| 2005 | Mejor actor            | Election                | Nominado  |
| 2007 | Mejor actor de reparto | El latido de la montaña | Ganador   |
| 2013 | Mejor actor            | Guerra fría             | Nominado  |
| 2016 | Mejor actor            | Guerra fría 2           | Nominado  |
| 2017 | Mejor actor de reparto | Our Time Will Come      | Nominado  |

Premio de Cine de Hong Kong
| Año  | Categoría              | Trabajo                                        | Resultado |
| ---- | ---------------------- | ---------------------------------------------- | --------- |
| 1984 | Artista revelación     | Reign Behind a Curtain                         | Nominado  |
| 1984 | Mejor actor            | Reign Behind a Curtain                         | Ganador   |
| 1986 | Mejor actor            | The Last Emperor                               | Nominado  |
| 1991 | Mejor actor            | Farewell China                                 | Nominado  |
| 1993 | Mejor actor            | King of Chess                                  | Nominado  |
| 1993 | Mejor actor            | 92 Legendary La Rose Noire                     | Ganador   |
| 1998 | Mejor actor            | Island of Greed                                | Nominado  |
| 2001 | Mejor actor            | Jiang hu: The Triad Zone                       | Nominado  |
| 2003 | Mejor actor            | Doble visión                                   | Nominado  |
| 2004 | Mejor actor de reparto | Men Suddenly in Black                          | Ganador   |
| 2005 | Mejor actor de reparto | Dumplings                                      | Nominado  |
| 2006 | Mejor actor            | Everlasting Regret                             | Nominado  |
| 2006 | Mejor actor            | Election                                       | Ganador   |
| 2010 | Mejor actor de reparto | Bodyguards and Assassins                       | Nominado  |
| 2011 | Mejor actor            | El joven Bruce Lee                             | Nominado  |
| 2011 | Mejor actor de reparto | Detective Dee y el misterio del fuego fantasma | Nominado  |
| 2013 | Mejor actor            | Guerra fría                                    | Ganador   |
| 2016 | Mejor actor            | La conquista de la montaña del tigre           | Nominado  |
| 2017 | Mejor actor            | Guerra fría 2                                  | Nominado  |

Premio del Cine Asiático
| Año  | Categoría   | Trabajo     | Resultado |
| ---- | ----------- | ----------- | --------- |
| 2013 | Mejor actor | Guerra fría | Nominado  |